# Liste de préparations à base de poisson

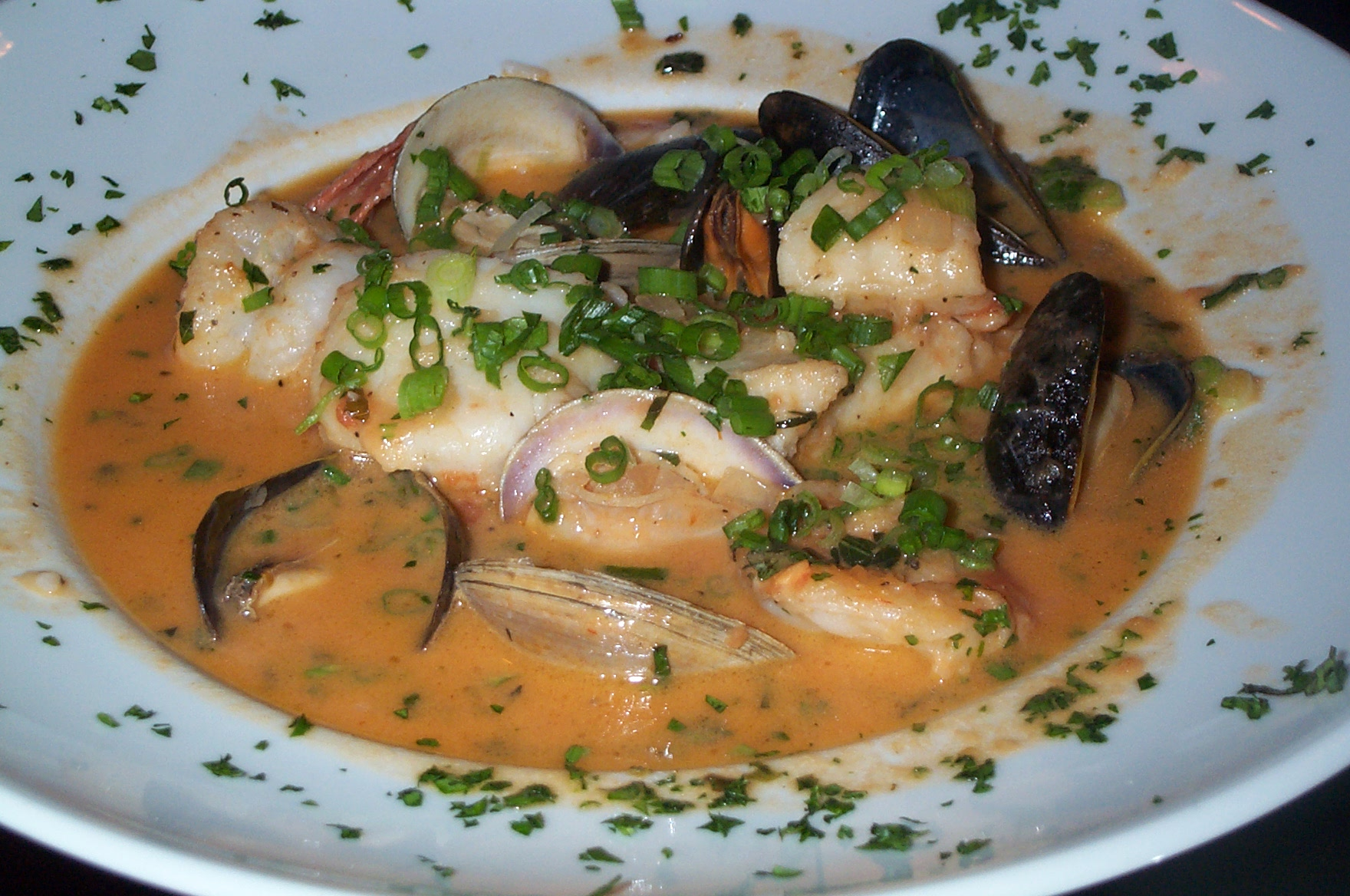
Bouillabaisse servie au Brésil.

Cet article contient une liste des préparations à base de poisson.

## Liste
- Anchoïade
- Brandade de morue
- Sauces de poisson
  - Garum
  - Pissalat
  - Nuoc-mâm
- Sauce d'huître
- Soupes de poisson
  - Bouillabaisse
  - Bourride à la sétoise
  - Soupe de poissons à la sétoise
  - Pochouse ou pauchouse
  - Kaoteriad ou cotriade
- Œufs de poissons
  - Caviar
  - Boutargue, ou Poutargue
  - Œufs de lump
- Surimi
- Narutomaki
  - Tarama